# 大エジプト博物館
大エジプト博物館（だいえじぷとはくぶつかん、英: The Grand Egyptian Museum、略称GEM）は、エジプトの首都カイロ近郊のギザにある、古代エジプトの文化財などを展示する博物館。2024年10月16日、まず常設展示場の試験公開を始めた。カイロ中心部にあるエジプト考古学博物館から、ツタンカーメンの黄金のマスクなどを移し、最終的には10万点以上を収蔵する世界最大級の博物館になる予定である。総工費は10億ドル以上になるとみられ、
日本国政府が半分以上を円借款として支援したほか、収蔵品の保存・修復にも技術協力している。

## 概略
エジプト考古学博物館は、大英帝国影響下のムハンマド・アリー朝時代の1900年に、35,000点を展示する設計で建設されており、手狭で老朽化していた。長い間の予告のすえ、2002年にエジプト文化相が世界最大級の博物館として建設することを表明。ユネスコの協力と国際建築家連合（UIA）の監督の下、ギザの大ピラミッド地区近くに建設する博物館の国際コンペティションが行われ、2,200あまりの応募者からヘネガン・ペンが選ばれた。2012年3月12日に着工された。博物館の他にカンファレンス・センター・ビルなどの建物や景観エリアがあり、敷地全体の広さは470,974m2。
2020年に全館オープン予定であったが、2019新型コロナウイルスの感染拡大を受けて、2021年に延期された。更に延期され2022年9月または11月に開館予定となったが、2023年に延期され、2024年の開館となった。2023年末時点では、ツアーによるエントランス付近見学＆立体動画鑑賞ツアー（英語対応）を、1200エジプト・ポンド（EGP）で受け入れていた。

## 日本との関係
- 総工費約630億円のうち日本が348億3,800万円を限度とする額の円借款を供与[3]
- 国際協力機構（JICA）による技術協力
  - 文化財データベース構築支援[10]
  - 保存修復家の育成
- 山下設計が現地に拠点を設立し、設計監修や工事監理等を実施